# San Antonio, El Fuerte
San Antonio är en ort i Mexiko.   Den ligger i kommunen El Fuerte och delstaten Sinaloa, i den västra delen av landet, 1 300 km nordväst om huvudstaden Mexico City. San Antonio ligger 184 meter över havet och antalet invånare är 122.
Terrängen runt San Antonio är platt åt nordost, men åt sydväst är den kuperad. Terrängen runt San Antonio sluttar österut. Runt San Antonio är det ganska glesbefolkat, med 23 invånare per kvadratkilometer. Det finns inga andra samhällen i närheten. I omgivningarna runt San Antonio växer huvudsakligen savannskog.